# Батсон, Макинли
Макинли Батсон — изобретательница и учёная, получившая в 2018 году награду «Молодой австралиец года Нового Южного Уэльса» и Stockholm Junior Water Prize в 2019 году.
Её изобретения направлены на поддержку пациентов с раком молочной железы, получающих лучевую терапию, и обеспечение безопасной питьевой водой развивающихся сообществ. Она стала частью 100 женщин Би-би-си 2020 года из-за своего вклада и вдохновляющей роли в STEM и вошла в список Forbes 30 до 30 Азия 2020 года в области здравоохранения и науки.

## Ранняя жизнь и образование
Батсон родом из Вуллонгонга, Новый Южный Уэльс. Она начала изобретать, когда ей было шесть лет. Училась в средней школе Illawarra Grammar School.

## Карьера
Ей было 18 лет, когда она изобрела наклейку с ультрафиолетовым излучением SODIS, которая проверяет, безопасна ли вода для питья — это изобретение может спасать жизни, позволяя избежать употребление заражённой воды. Она также изобрела SMART Armor, который предназначен для защиты пациентов с раком молочной железы от воздействия избыточного излучения во время их лучевой терапии, однако на 2023 год изобретение не используется ни в одной больнице.